# سبيل قشري بصلي
في التشريح العصبيِّ، السَّبيلُ القِشْرِيُّ البَصَلِيّ (أو السَّبيلُ القِشْرِيُّ النَّوَوِيّ) هو مسارٌ حركيٌّ ثُنائيُّ العَصَبونِ للمادة البيضاء، يَصِل القشرة الحركية في القشرة المخية بالهرمين النخاعيين- وهما جزء من منطقة النخاع المستطيل بمنطقة جذع الدماغ. السبيل القشري النووي هو أحد السبل الهرمية، والسبيل الآخر هو السبيل القشري النخاعي.